# Dinocrocuta

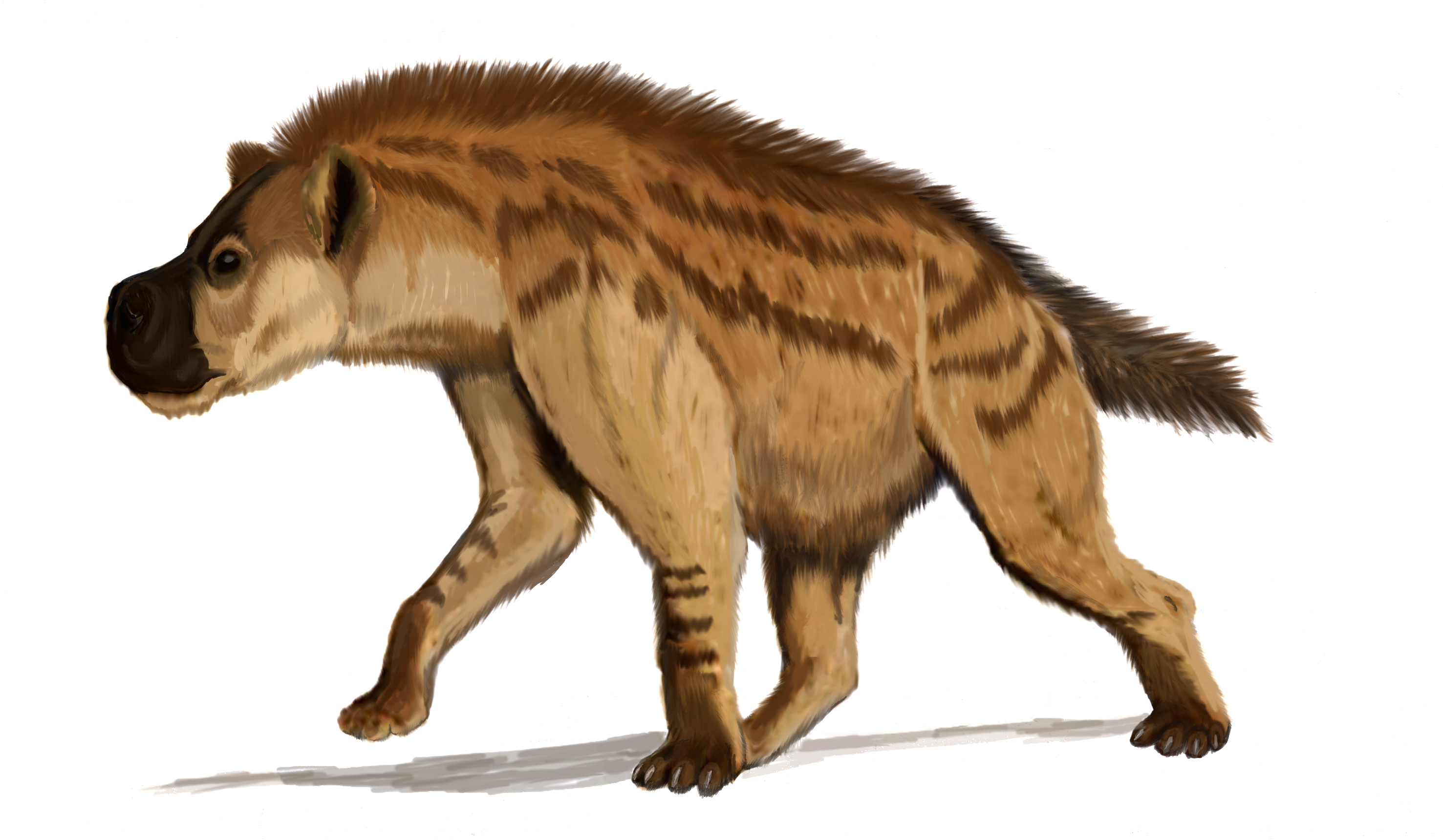
Restauração de Dinocrocuta gigantea

Dinocrocuta é um gênero extinto de carnívoros feliformes semelhantes a hienas. Viveu na Ásia e na África durante o Mioceno a 4,5 milhões de anos. Tinha mandíbulas muito fortes que eram capazes de esmagar ossos.
À semelhança das hienas atuais, o Dinocrocuta provavelmente também praticava cleptoparasitismo. Ele tinha a capacidade de enfrentar outros carnívoros e até eliminá-los. Seu tamanho gigantesco, sua impressionante força de mordida e seus dentes poderosos faziam do Dinocrocuta um dos predadores mais letais de sua era.

## Características
- Tamanho: Estima-se que chegasse a 1,9 metros de comprimento e pesasse até 200 kg, rivalizando com os maiores felinos modernos.
- Dieta: Acredita-se que fosse um hipercarnívoro, ou seja, sua dieta era composta principalmente de carne. Sua poderosa mordida sugere que ele se alimentava de grandes animais, incluindo outros carnívoros.
- Distribuição: Seus fósseis foram encontrados na África, indicando que habitava essa região durante o Plioceno.